# Pedro Miralles
Pedro Miralles Claver (Valencia, 26 de agosto de 1955-ibídem, 30 de agosto de 1993) fue un diseñador industrial y arquitecto español. Fue uno de los principales diseñadores españoles de finales del siglo XX.
Licenciado en Arquitectura, estudios que comenzó en Valencia y terminada en Madrid. Conoció a personas vinculadas a la cultura posmoderna en la capital española: el arquitecto Rafael Moneo, maestro suyo de la universidad, y algunos de los representantes del movimiento de la movida madrileña, como el director de cine Pedro Almodóvar o al diseñador de moda Jesús del Pozo. Un año después, realizó su primera exposición individual de muebles en Valencia. Como diseñador industrial, en 1987 cursó un máster la prestigiosa Domus Academy de Milán. Desde entonces, ha trabajado mucho para empresas españolas, francesas e italianas. Como obras destacadas cabe citar la silla de Hakernar (1987); Sillas Andrew Sisters (1988); Silla de Lyns (1989); Lámpara líquida (1991); Silla de arabescos (1992).